# Adrada de Haza
Adrada de Haza es municipio y localidad española del sur de la provincia de Burgos, en la comunidad autónoma de Castilla y León. Ubicado en la comarca de la Ribera del Duero, cuenta con una población de 205 habitantes (INE 2024).

## Geografía
El municipio está formado por un único núcleo de población. Se trata de una localidad situada en el sur de la provincia de Burgos en la vertiente atlántica de la provincia, a 826 m s. n. m., a 82 km de la ciudad de Burgos y 16 km de Roa, su antigua cabeza de partido. 
Situado en la ladera oeste que separa la fértil vega del río Riaza y el Páramo de Corcos (Ajares, 954 m s. n. m.). Por la margen izquierda del encajonado valle transcurre la carretera autonómica BU-200 que partiendo de esta misma localidad nos conduce a Campillo y atravesando la N-I finaliza en Fuentelcésped, mientras que por la izquierda la también autonómica BU-203 que comunica Fuentecén con Moradillo hasta alcanzar Pardilla en la N-I. La carretera local BU-V-2031 comunica ambas atravesando el cauce y continuando hasta Castrillo de la Vega en la N-122. Forma parte del partido judicial de Aranda de Duero.
El término municipal confina al norte con el municipio de Haza (territorio principal), al este con Hontangas, al sur con La Sequera de Haza y el exclave de Haza de Páramo de Corcos, y al oeste con Fuentemolinos.

## Historia
Villa, denominada entonces «Adrada», perteneciente a la antigua Comunidad de Villa y Tierra de Aza, tenía jurisdicción de señorío cuyo alcalde ordinario era nombrado por el conde de Miranda. A la caída del Antiguo Régimen queda constituida como ayuntamiento constitucional del mismo nombre en el partido de Roa, región de Castilla la Vieja, que en el censo de la matrícula catastral contaba con 78 hogares y 312 vecinos.
Su origen como poblado seguramente es posterior a Aza, aunque quizás no mucho; hacia mediados del siglo X, aunque asegurando su pervivencia a partir del 1010 en que muere Abd-al Malik, el hijo de Almanzor, y la población ya puede bajar a vivir con más tranquilidad desde las alturas de los páramos al valle. Este poblado, que formó parte de la Comunidad de Villa y Tierra de Aza, dependerá jurisdiccionalmente de Aza hasta 1738, en que, con Felipe V comprará su independencia para pasar a ser villa, aunque dependiente del conde de Miranda (del Castañar) y duque de Peñaranda de Duero hasta el siglo XIX en que se abolen los señoríos. Durante los siglos XIX y XX perteneció a la región de Castilla la Vieja. Tras la Transición quedó encuadrada en la comunidad autónoma de Castilla y León.

### SigloXIX
Así se describe a Adrada de Haza en la página 95 del tomo I del Diccionario geográfico-estadístico-histórico de España y sus posesiones de Ultramar, obra impulsada por Pascual Madoz a mediados del siglo XIX:

ADRADA

Villa con ayuntamiento en la provincia y audiencia territorial de Burgos (16 leguas), partido judicial de  Roa (2 1/2), capitanía general de Valladolid y diócesis de Osma (11).
Situada en una quebrada o valle estrecho de poca ventilación, de clima enfermizo y propenso a fiebres intermitentes.
Consta de 100 casas de mala fábrica y distribución y sin ninguna comodidad, las cuales forman calles sucias y sin empedrar y una plaza de corta extensión; tiene casa consistorial, dos fuentes de abundantes y delicadas aguas para el consumo de sus habitantes, y una escuela de educación primaria a la que concurren 28 alumnos, cuyo maestro goza la dotación de 400 reales pagados de propios y 6 celemines de trigo de cada uno de los concurrentes.
La iglesia parroquial bajo la advocación de Santa María Magdalena, es de construcción sólida y aunque no muy capaz, suficiente para la población; el curato de concurso general, lo provee el diocesano o el gobierno según los meses de la vacante; extramuros hay un cementerio en buena situación y a 200 pasos una ermita titulada Santo Cristo de los Remedios, que se cree fue la iglesia parroquial antigua.
Confina el término por N con el de Haza; por E con el de Ontangas, por S con el de Páramo de Corcos, y por O con el de Fuente Molino; distante en su mayor extensión 1/2 legua; en la cima de un cerro a 4.000 pasos del pueblo, existe un torreón llamado el Torrejón o casa de los moros; en él se descubren vestigios de haber sido una fortaleza formidable como lo demuestran los fosos y algunos trozos de muralla que aun despojados de la piedra sillería, conservan todavía 30 pies de grueso y 36 de altura.
El terreno no es de la mejor calidad, pero le hace muy productivo el riego que recibe del río Riaza que lo atraviesa, y cuyas aguas dan movimiento a un molino harinero; se hallan en cultivo 800 fanegas y una vega poblada de muchos y hermosos frutales, contándose además sobre 400.000 cepas.
Los caminos son vecinales.
Producciones: trigo, centeno, cebada, vino, frutas, judías y cáñamo; cría ganado vacuno, lanar y caballar; el comercio consiste en la importación de trigo de los mercados de Aranda y Roa y en la exportación de cáñamo y frutas para los mismos puntos.
Población: 80 vecinos, 380 almas.

Capital productivo: 1.582.400 reales. Imponible: 148.783. Contribución: 11.918 reales 12 maravedíes.

## Demografía
Adrada de Haza cuenta con una población de 205 habitantes (INE 2024).
| Gráfica de evolución demográfica de Adrada de Haza entre 1842 y 2021                                                |
| |
| Población de derecho según los censos de población del INE Población de hecho según los censos de población del INE |

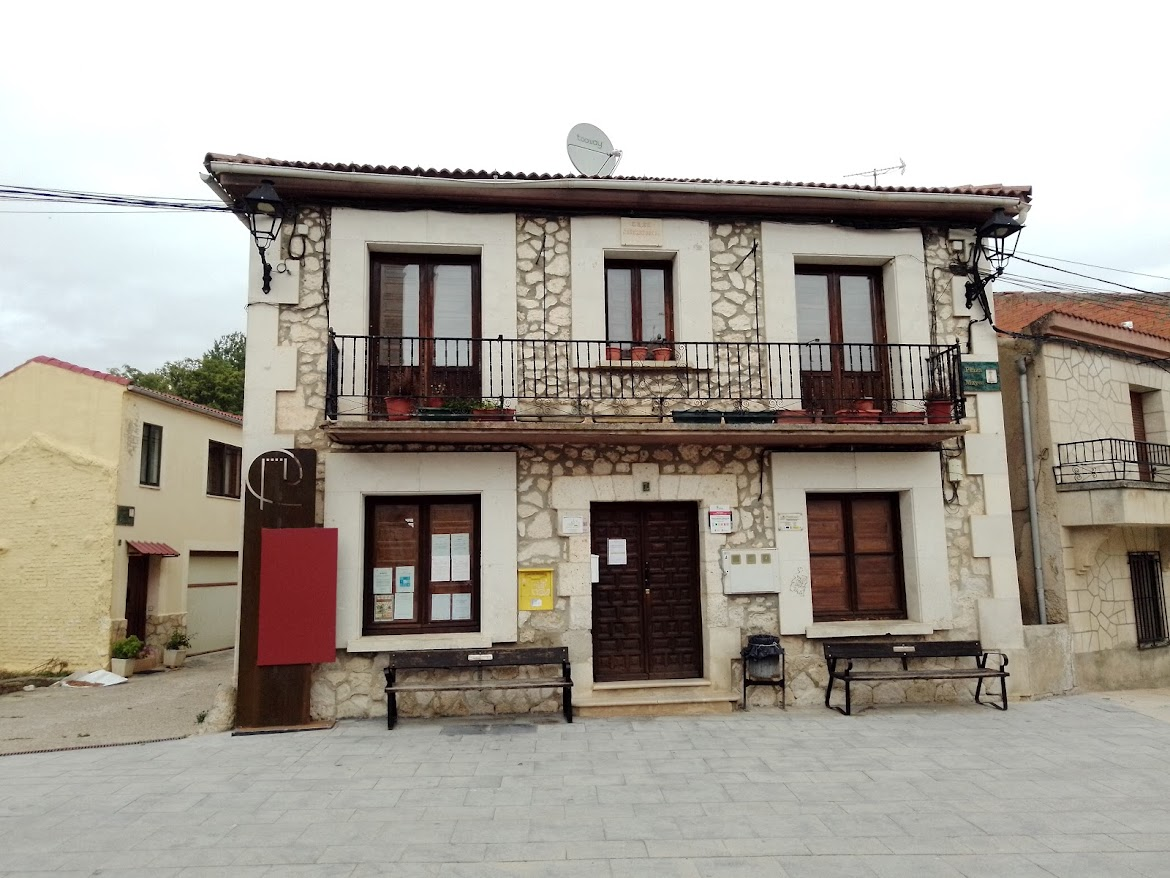
Casa consistorial

El municipio contaba con una población estacional máxima de 1200 habitantes que contrasta con los 385 vecinos empadronados. El número de viviendas es de 234, siendo 116 principales, 90 secundarias y 28 vacías.
| Principales | Secundarias | Desocupadas | Otras | Alojamientos | Total |
| ----------- | ----------- | ----------- | ----- | ------------ | ----- |
| 116         | 90          | 28          | 0     | 0            | 234   |
| 49,57 %     | 38,46 %     | 11,97 %     | 0 %   | 0 %          | 100 % |

| 1842 |  | 1857 |  | 1860 |  | 1877 |  | 1887 |  | 1897 |  | 1900 |  | 1910 |  | 1920 |  | 1930 |  | 1940 |  | 1950 |  | 1960 |  | 1970 |  | 1981 |  | 1991 |  | 2001 |  | 2017 |
| ---- |  | ---- |  | ---- |  | ---- |  | ---- |  | ---- |  | ---- |  | ---- |  | ---- |  | ---- |  | ---- |  | ---- |  | ---- |  | ---- |  | ---- |  | ---- |  | ---- |  | ---- |
| 312  |  | 596  |  | 603  |  | 665  |  | 666  |  | 650  |  | 653  |  | 696  |  | 654  |  | 691  |  | 664  |  | 725  |  | 624  |  | 562  |  | 341  |  | 292  |  | 284  |  | 221  |

## Patrimonio
- Ermita románica del Santo Cristo de los Remedios.
- Asentamiento celtibérico.
- Humilladero del siglo XVII.
- Torreón medieval de El torrejón.
- Iglesia de Santa Columba. Iglesia católica del siglo XVI, dedicada a Santa Columba, dependiente de la parroquia de Hontangas en el Arcipestrazgo de Roa, diócesis de Burgos.[10]